# Estació de Gavarra
Gavarra és una estació de la L5 del Metro de Barcelona situada sota l'Avinguda Salvador Allende, entre els carrers Anoia i Empordà en el barri de la Gavarra de Cornellà de Llobregat i va ser inaugurada el 1983 amb la prolongació des de Sant Ildefons fins a Cornellà Centre.
Aquesta només disposa d'un vestíbul amb dos accessos: Plaça Lindavista i Plaça de Tàrrega, ambdós situats a l'Avinguda de Salvador Allende però en voreres diferents, dels que només el de la Plaça Lindavista disposa s'ascensor. El vestíbul disposa de finestreta i màquines d'autovenda de bitllets.
A més d'aquesta, Cornellà té dues estacions més de la L5 del Metro de Barcelona: Sant Ildefons i Cornellà Centre on hi ha un intercanviador multimodal on coincideixen metro, rodalies, tram i autobusos. A més té dues estacions de la Línia Llobregat-Anoia de FGC: Almeda i Cornellà-Riera.
| Metro de Barcelona     |                 |                                              |               |                        |
| Procedència/Destinació | <               | Línia                                        | >             | Procedència/Destinació |
| Cornellà Centre        | Cornellà Centre | Logotip de la Línia 5 del metro de Barcelona | Sant Ildefons | Vall d'Hebron          |

## Accessos
- Avinguda de Salvador Allende - Plaça de Tàrrega
- Avinguda de Salvador Allende - Plaça de Lindavista